# عارف الآغا
عارف الآغا (عربی: عارف الآغا؛ زادهٔ ۱۷ نوامبر ۱۹۷۶) بازیکن فوتبال اهل سوریه بود.
وی همچنین در تیم ملی فوتبال سوریه بازی کرده‌است.